# Agamemnon Ioannou
Agamemnon Ioannou (griechisch Αγαμέμνων Ιωάννου; * 15. April 1958 in Athen, Griechenland) ist ein ehemaliger griechischer Basketballspieler und -trainer. Ioannou gehörte zur Auswahl die 1987 den ersten Europameisterschaftstitel für Griechenland gewinnen konnte.

## Spielerkarriere
Seine Karriere begann Ioannou 1974 bei Panathinaikos Athen, wo er für 16 Jahre unter Vertrag stand und neben sechs Meisterschaften auch drei Pokalsiege erringen konnte. 1990 wechselte er zu PAOK Thessaloniki, wo er im Folgejahr den Europapokal der Pokalsieger gewinnen konnte. Diesen Erfolg konnte er 1993 ein weiteres Mal mit Aris Thessaloniki wiederholen.

## Nationalmannschaft
Sein Debüt bei der griechischen Nationalmannschaft gab Ioannou bei einem Spiel gegen die Ungarn am 27. Oktober 1982. In den folgenden acht Jahren kam Ioannou auf 64 Länderspiele und erzielte dabei 249 Punkte. Sein größter Erfolg war der Gewinn der Goldmedaille bei den Europameisterschaften 1987 im eignen Land. Sein letztes Spiel gab er am 19. August 1990 bei einem Spiel gegen Brasilien. Mit der U16-Nationalmannschaft konnte Ioannou bei der Europameisterschaft 1975 die Silbermedaille gewinnen.

## Trainerkarriere
Seine Trainerkarriere begann Ioannou 1994 bei Aris Thessaloniki. In den folgenden Jahren trainierte er eine Reihe von griechischen und zyprischen Vereinen. Zu seinen bedeutendsten Erfolgen gehören die vier Meisterschaften in Folge, die er mit Keravnos Strovolou bzw. APOEL Nikosia gewinnen konnte. Mit Panionios Athen erreichte er 2004 den dritten Platz der griechischen Meisterschaft.

## Erfolge

### Als Spieler
- Griechischer Meister: 1975, 1977, 1980, 1981, 1982, 1984
- Griechischer Pokalsieger: 1982, 1983, 1986
- Europapokal der Pokalsieger: 1991, 1993
- Europameister: 1987
- U16 Vize-Europameister: 1975

### Als Trainer
- Zyprischer Meister: 1998, 1999, 2000, 2001

## Auszeichnungen
- Teilnahme an Europameisterschaften: 1987
- Teilnahme an Weltmeisterschaften: 1990
- Teilnahme an U16-Europameisterschaften: 1975